# Rajendranagar
Rajendranagar è una suddivisione dell'India, classificata come municipality, di 143.184 abitanti, situata nel distretto di Rangareddy, nello stato federato del Telangana. In base al numero di abitanti la città rientra nella classe I (da 100.000 persone in su).

## Società

### Evoluzione demografica
Al censimento del 2001 la popolazione di Rajendranagar assommava a 143.184 persone, delle quali 74.843 maschi e 68.341 femmine. I bambini di età inferiore o uguale ai sei anni assommavano a 21.966, dei quali 11.107 maschi e 10.859 femmine. Infine, coloro che erano in grado di saper almeno leggere e scrivere erano 78.806, dei quali 46.148 maschi e 32.658 femmine.